# Conflicto de Casamanza
El conflicto de Casamanza es una guerra civil de baja intensidad que se libra entre el gobierno de Senegal y el Movimiento de Fuerzas Democráticas de Casamanza (MFDC) desde 1982, sobre la cuestión de la independencia de la región de Casamanza. El 1 de mayo de 2014 el líder del MFDC, estableció un alto el fuego unilateral.

## Historia

### Antecedentes
En 1980, Léopold Sédar Senghor dejó la presidencia de Senegal tras 20 años de gobierno. En las subsiguientes elecciones, el partido Partido Democrático Senegalés, dirigido por Abdoulaye Wade, derrotó al hasta entonces gobernante Partido Socialista tras liderar un movimiento político conocido sopi («cambio» en idioma wólof). Pese al carácter reformista del nuevo gobierno, éste se negó a darle un estatuto de autonomía a Casamanza, lo que motivó una corriente independentista que derivó en un conflicto armado, el cual inició a finales de 1982.
No hay un consenso pleno sobre las causas que motivaron el movimiento autonomista, aunque éste pudo haber estado influenciado por la represión que sufrió la población local durante el gobierno de Sanghor (desapariciones, torturas, penas de hasta 5 años de prisión sin juicio previo, etc.). Sobre sus antecedentes hay dos hipótesis mayoritarias: la cultural y la económica.
La cultural es la defendida por los independentistas, especialmente los miembros del MFDC. Se sustenta en tres puntos: el religioso, afirmando que la religión mayoritaria en Casamanza es el catolicismo, mientras el resto de Senegal es islámico; el étnico, afirmando que están más relacionados con los subguineanos que con los senegaleses; y el sistema de castas, el cual está extendido entre los wólof, los tukolor, pehl y mandingos, etnias minoritarias en Casamanza pero mayoritarias en el resto de Senegal.
La económica fue la hipótesis principal al inicio del conflicto, aunque hoy en día es puesta en duda, ya que los mismos argumentos aplican a todo el país. Quienes defienden esta hipótesis añaden que algunos partidos autonomistas apoyaron a Senghor durante el proceso de independencia pero, tras esta, el nuevo gobierno se negó a cualquier tipo de autonomía. Durante los años 60 y 70, el Partido Socialista sostuvo una política en la cual las empresas extranjeras no podían invertir en la región, causando una fuga de capitales y desinversión. La falta de inversión en educación, sanidad, transporte y comunicaciones llevó a una marginalización de la sociedad y a su posterior aislamiento. La falta de contacto entre la población de la capital y de las regiones más apartadas llevó a una fragmentación de la sociedad senegalesa. Bajo esta hipótesis, el conflicto casamancés fue iniciado por un estrato social de nivel medio-alto que, aun teniendo un nivel alto de formación, estaban excluidos del sistema.

### Desarrollo
Un grupo rebelde, el MFDC, fue fundado como grupo político en 1982 por los líderes diolas Émile Badiane y Victor Diatta y los fulanis Ibou Diallo y Édouard Diallo. El MFDC organizó manifestaciones desde 1982, en 1985 se formó su brazo armado llamado Atika que en diola significa guerrero, y que contó con el apoyo del presidente de Guinea-Bisáu, João Bernardo Vieira, hasta su caída en 1999.
La alta de la popularidad del MFDC sumado a que grupos de derechos humanos han dicho que la represión fue brutal contra los manifestantes que pedían a los funcionarios hacer cumplir la promesa de Senghor. La región está habitada en su mayoría por los diolas que tienen una larga tradición de movimientos de independencia. El MFDC organizó manifestaciones pacíficas por la independencia. En 1982 los líderes de la organización fueron arrestados, lo que generó un círculo vicioso de aumento de la resistencia y por ello la represión del ejército senegalés.
En 1990, el MFDC comenzó a atacar edificios militares en la región, con el supuesto apoyo encubierto del ejército de Guinea-Bisáu. El ejército senegalés, a su vez atacó bases del MFDC en Bajo Casamanza y Guinea-Bissau, ambas partes fueron acusadas de atacar a los civiles. Entre los meses de julio y agosto se realizaron los principales combates. 
Durante la década de 1990 se firmaron varios alto el fuego, pero ninguno duró, el primero se firmó el 31 de mayo de 1991. El conflicto llegó a los titulares europeos cuando cuatro turistas franceses resultaron desaparecidos: ambas partes se culparon mutuamente (6 de abril de 1995), y como respuesta en octubre el ejército lanzó una ofensiva en la región de Bajo Casamanza con 1.000 soldados de élite. El sacerdote Augustin Diamacoune Senghor tras llegar a liderar el MFDC y aplicó una política de diálogo y reconciliación. Sin embargo, el gobierno senegalés se negó a considerar la independencia de la región, e intentó convencer a algunos miembros del MFDC de dividir al grupo y reiniciar la lucha. 

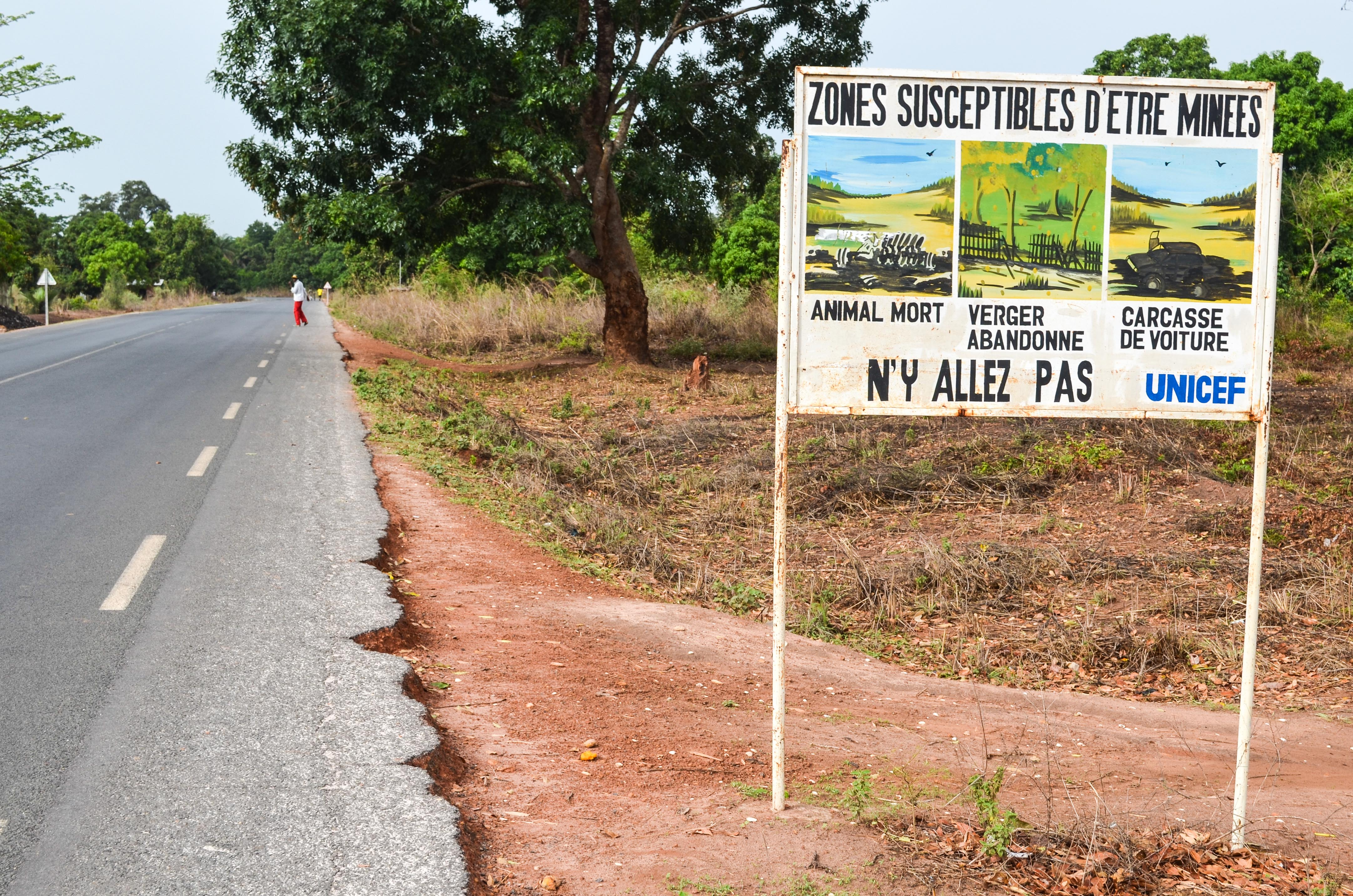
Cartel advirtiendo del peligro de la presencia de minas terrestres, en las cercanías de Ziguinchor.

En 1996 se inician negociaciones de paz y el 26 de diciembre de 1999 se firmó un alto al fuego, pero cerca de 500 personas murieron en las batallas hasta marzo de 2001, cuando Senghor y Abdoulaye Wade, Presidente de Senegal, llegaron a un acuerdo de paz. Esto permitió la liberación de los presos, el retorno de los refugiados y la remoción de minas terrestres, pero no trajo la autonomía. Algunos rebeldes vieron esto como una traición a la causa que terminó por dividir al grupo en dos facciones enfrentadas entre sí tras la firma de un nuevo alto al fuego entre Senghor y el gobierno en diciembre de 2004. Sidhis Badji, Secretario General del MFDC, murió en el año 2003.
Desde la división se ha mantenido constante una guerra de baja intensidad. En 2005 se realizaron nuevas negociaciones, se logró la desmovilización parcial de los insurrectos y la violencia empezó a disminuir, pero en abril del año siguiente los enfrentamientos entre ambos grupos rebeldes y el ejército 9.000 personas durante junio huyeron por la frontera con Gambia.
En enero de 2007 el padre Senghor falleció y para mayo el conflicto entre las distintas facciones volvió a empezar. El 2 de octubre de 2009, seis soldados murieron en una emboscada cerca de la frontera con Guinea-Bissau.
En octubre de 2010, un envío ilegal de armas de Irán fue detenido en Lagos, Nigeria. El gobierno senegalés sospecha que las armas estaban destinadas a la Casamanza, y llamó a su embajador en Teherán sobre el asunto. Intensos combates se produjeron en diciembre del mismo año, cuando cerca de 100 combatientes del MDFC intentaron tomar Bignona al sur de la frontera con Gambia con el apoyo de armas pesadas, tales como morteros y ametralladoras. Fueron rechazados con altas bajas por soldados del gobierno que sufrieron siete bajas.

#### Década del 2020
Para 2020, la mayoría de las facciones del MFDC, incluidas las de Badiate y Sadio, seguían manteniendo el alto el fuego. En abril de ese año, las tensiones en la facción Sikoun del MFDC que operaba en el departamento de Goudomp dieron como resultado una escisión. Diatta, hasta entonces líder de la facción, cayó bajo sospechas de estar en contacto con el gobierno. En consecuencia, Adama Sané asumió el mando de la facción Sikoun, aunque Diatta mantuvo sus propios seguidores. Hubo una pausa general en los combates durante 2020. Sin embargo, un aliado del presidente senegalés Macky Sall, Umaro Sissoco Embaló, fue nombrado presidente de Guinea-Bissau ese año, lo que resultó en una mayor cooperación de los países.
El 26 de enero de 2021, las Fuerzas Armadas de Senegal iniciaron una ofensiva contra las facciones del MFDC de Sané y Diatta. La operación incluyó 2.600 soldados de infantería, 11 Panhard AML, así como artillería, y contó con el apoyo de la Fuerza Aérea de Senegal. Las fuerzas senegalesas estaban comandadas por el teniente coronel Mathieu Diogoye Sène y el teniente coronel Clément Hubert Boucaly. Con la ayuda del ejército de Guinea-Bissau, las tropas senegalesas invadieron cuatro bases del MFDC en el bosque Blaze durante febrero, a saber, las de Bouman, Boussouloum, Badiong y Sikoun.El MFDC también alegó la participación de las Fuerzas Armadas turcas del lado de Senegal. En Badjom, las fuerzas gubernamentales incautaron una cantidad significativa de armamento rebelde, incluidos morteros. Las tropas senegalesas también incautaron varias hectáreas de cultivo de marihuana. Tanto los militares como los rebeldes afirmaron haberse infligido bajas unos a otros.[3] A pesar del éxito de la ofensiva, el ejército senegalés admitió que varias bases rebeldes seguían activas, ya que ni la facción de línea dura Diakaye de Fatoma Coly (que apoya a Sané y Diatta) ni los grupos de Sadio y Badiatte habían sido atacados.Sin embargo, el analista de seguridad Andrew McGregor argumentó que la facilidad con la que el ejército senegalés invadió las bases del MFDC durante la ofensiva apuntaba a que los separatistas se habían vuelto extremadamente débiles. Concluyó que "el movimiento claramente ha perdido cualquier apoyo amplio que alguna vez pudo haber disfrutado".
De mayo a junio de 2021, el ejército senegalés lanzó otra operación de contrainsurgencia, esta vez en los alrededores de Badème. Su objetivo era cerrar la frontera con Guinea-Bissau para los rebeldes y reducir el contrabando de madera y drogas, y el ejército afirmó haber capturado varios puestos y bases del MFDC. En enero de 2022, los rebeldes del MFDC atacaron a los soldados senegaleses que operaban como parte de la misión de la CEDEAO en Gambia, matando a cuatro y capturando a siete. Aunque los prisioneros fueron liberados más tarde, el ejército senegalés tomó este incidente como motivo para lanzar una operación contra la facción Sadio que operaba en la frontera entre Senegal y Gambia. La ofensiva comenzó el 13 de marzo de 2022 y provocó la huida de 6.000 civiles a través de la frontera hacia Gambia.
A principios de agosto de 2022, Caesar Badiatte firmó un acuerdo de paz con el gobierno de Senegal tras la mediación del presidente de Guinea-Bissau, Umaro Sissoco Embaló. Aunque Badiatte solo estuvo de acuerdo en nombre de su facción, el gobierno expresó la esperanza de que otros grupos del MFDC se unan al acuerdo.